# Compagnia aerea charter

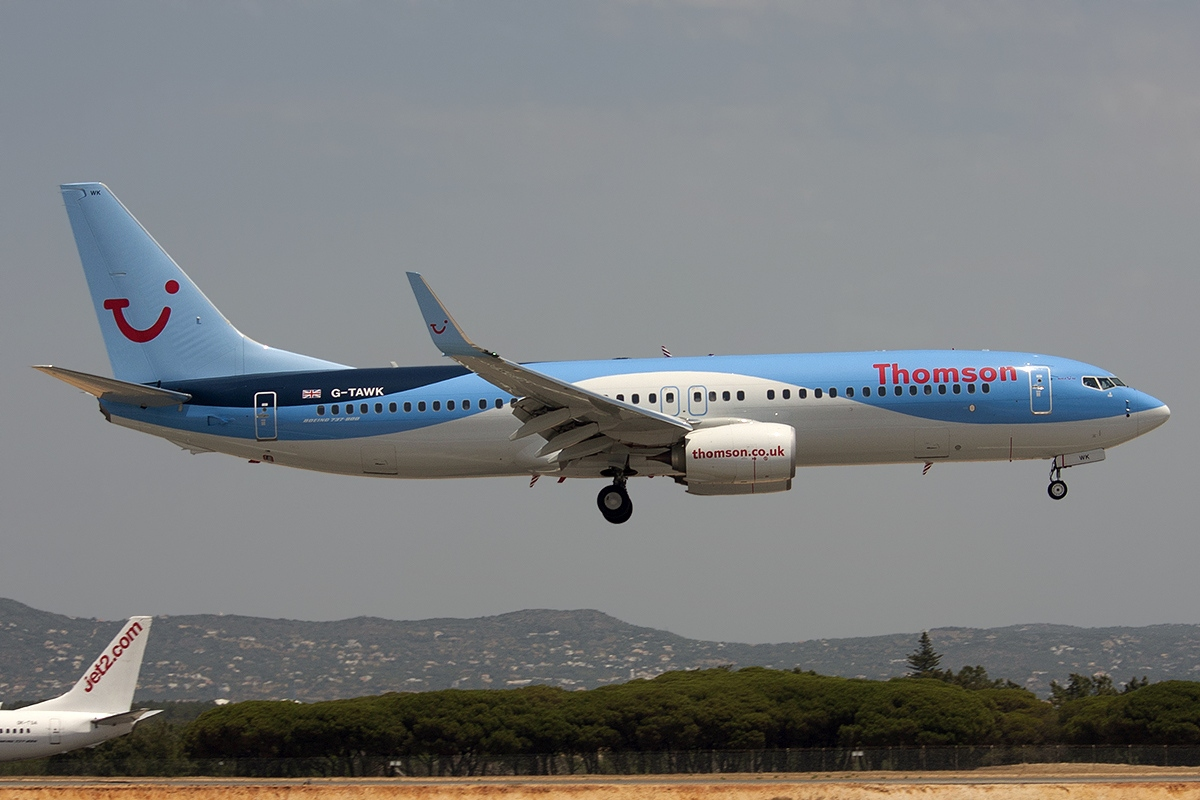
Un Boeing 737-800 della TUI Airways all'Aeroporto di Faro.

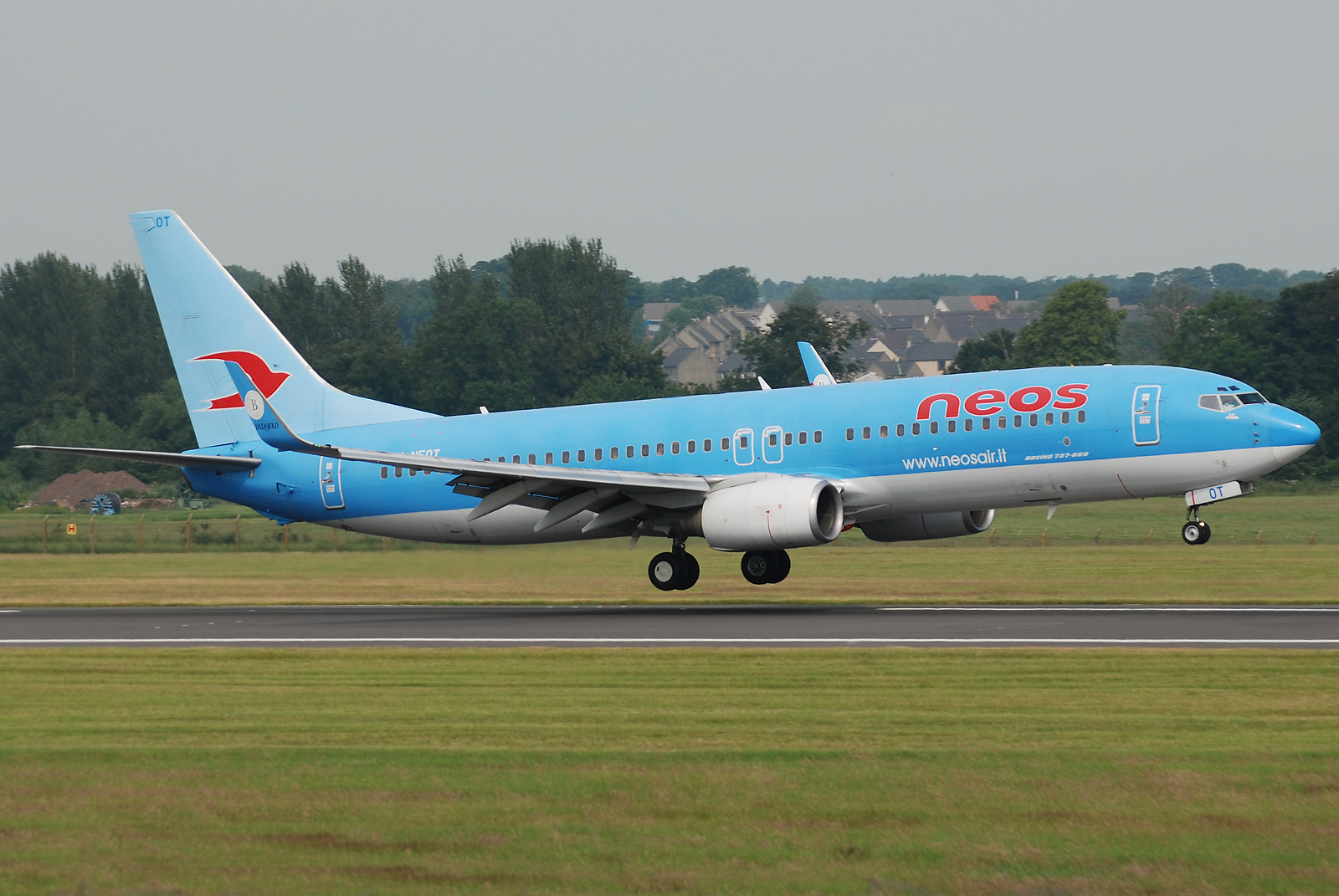
Boeing 737-800 della Neos Air in decollo all'Aeroporto di Edimburgo.

Una compagnia aerea charter è una compagnia aerea che opera sul mercato del trasporto aereo passeggeri con voli non di linea.
La maggior parte delle compagnie aeree mondiali sono state fondate per offrire ai potenziali clienti una vasta capacità di trasporto verso tutti i tipi di destinazioni. Le società cosiddette nazionali offrono voli regolari, ma alcune aziende si sono specializzate nella vendita di voli charter.
Generalmente tale volo incontra la specifica richiesta di un cliente: la società è la garanzia di un determinato numero minimo di passeggeri. I minori costi offerti da queste aziende, rispetto alle società nazionali che propongono voli regolari, derivano dal fatto che gli aerei viaggiano sempre o quasi con tutti i posti occupati. Sui voli di linea è possibile volare con un basso tasso di riempimento dell'aeromobile che svolge il suo percorso, indipendentemente dal numero di passeggeri a bordo.

## Passeggeri
Le compagnie aeree che effettuano servizi charter passeggeri, solitamente hanno contratti con dei tour operator per destinazioni di massa o altre stagionali. Molte di queste compagnie sono addirittura di proprietà dei vari tour operator, come ad asempio TUI Travel, maggiore tour operator europeo, ha diverse compagnie aeree di sua proprietà come TUI Airways, la più grande del gruppo, Corsairfly e Jet4you. Stessa cosa il colosso vacanziero Thomas Cook Group che è stato a capo della Thomas Cook Airlines.
Molte compagnie aeree di linea "donano" durante la bassa stagione i propri mezzi ai privati per operare servizi charter con personale della compagnia aerea oppure le stesse compagnie aeree possiedono una divisione charter.
Oltre al trasporto dei turisti, come avviene per la maggior parte dei voli charter, con i voli charter si trasportano anche gruppi di lavoratori: ne sono un esempio le società sportive, che quando competono in trasferta utilizzano appositi voli con mezzi e personale noleggiati dalle compagnie aeree di linea. Un esempio per l'italia è proprio ITA Airways, che ha contratti con la maggior parte dei club calcistici italiani.

### Compagnia aerea leisure

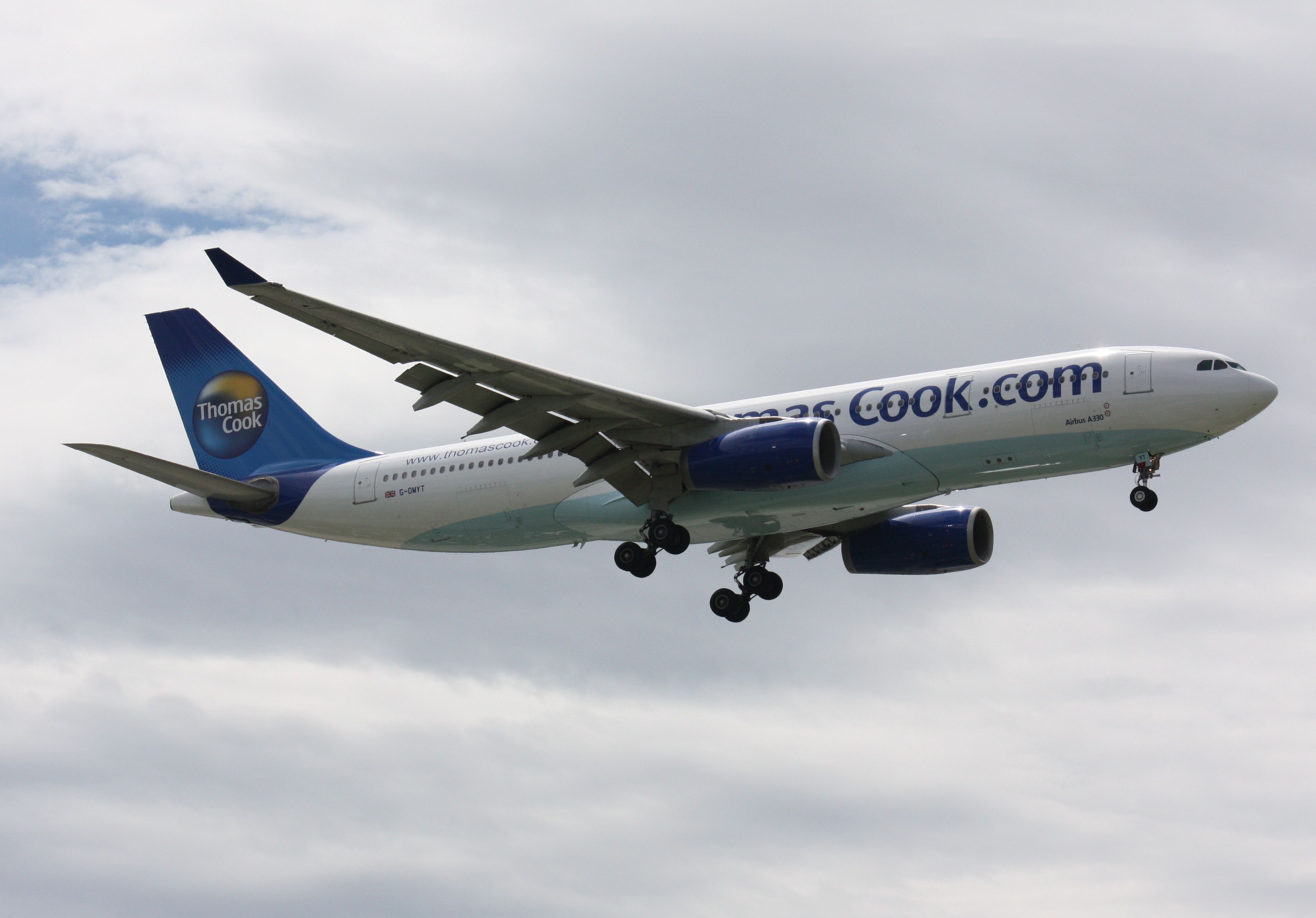
Airbus A330-200 della Thomas Cook Airlines in atterraggio all'Aeroporto Internazionale di Vancouver

Alcune compagnie aeree charter, che offrono voli regolari, ovvero operati con determinate frequenze e determinati orari per un certo periodo di tempo, si sono attrezzate per vendere sia online che tramite agenzie di viaggio il volo anche ad "estranei" con tariffe low-cost. Le compagnie che permetto l'acquisto del solo-volo sui voli principalmente destinati agli acquirenti di pacchetti formula volo+hotel tramite tour operator, collegano le maggiori città verso le mete del turismo di massa. Ne sono un esempio i numerosi voli che dalle città della Gran Bretagna o della Germania partono alla volta delle Baleari, delle Canarie, delle coste del Mar Rosso, della Turchia o della Grecia, ma anche per destinazioni più lontane, come Cancún, in Messico, le Maldive o Mauritius. Queste compagnie vengono definite compagnie aeree leisure in quanto mettono in vendita al solo-volo una percentuale dei posti disponibili, mentre il resto è destinato al tour operator per il quale la compagnia opera e spesso si tratta di voli verso mete turistiche. Fenomeno diffuso soprattutto in Europa, le principali compagnie leisure sono le compagnie del Thomas Cook Group, quali Thomas Cook Airlines e Condor Flugdienst.

## Merci
Le compagnie aeree charter cargo sono una realtà poco diffusa ai giorni d'oggi, tuttavia il trasporto di merci eccezionali avviene con aerei noleggiati appositamente per il trasporto di esse. Di solito sono le compagnie aeree delle case costruttrici ad avere una flotta speciale di mezzi dedicata a questo scopo.

### Merci urgenti
Sono molte le compagnie aeree private e pubbliche ad effettuare il trasporto di merci urgenti, che di solito si riferiscono al campo sanitario. Il trasporto di medicinali tramite aereo, infatti, è diffuso soprattutto nelle aree desertiche del pianeta, come in Patagonia, Africa Subsahariana, Australia e nella Foresta Amazzonica, ma è anche diffuso nei grandi arcipelaghi, dove il trasporto via nave richiederebbe troppo tempo, come per esempio alle Maldive, alle Hawaii o in Polinesia. In Europa, Estremo Oriente e negli Stati Uniti, invece, oltre al trasporto dei medicinali, è diffuso anche il trasporto degli organi. Queste compagnie sono finanziate soprattutto dagli enti che si occupano della gestione sanitaria di un paese o, nei casi più estremi, dalle organizzazioni non governative.